# Шкала Сковілла

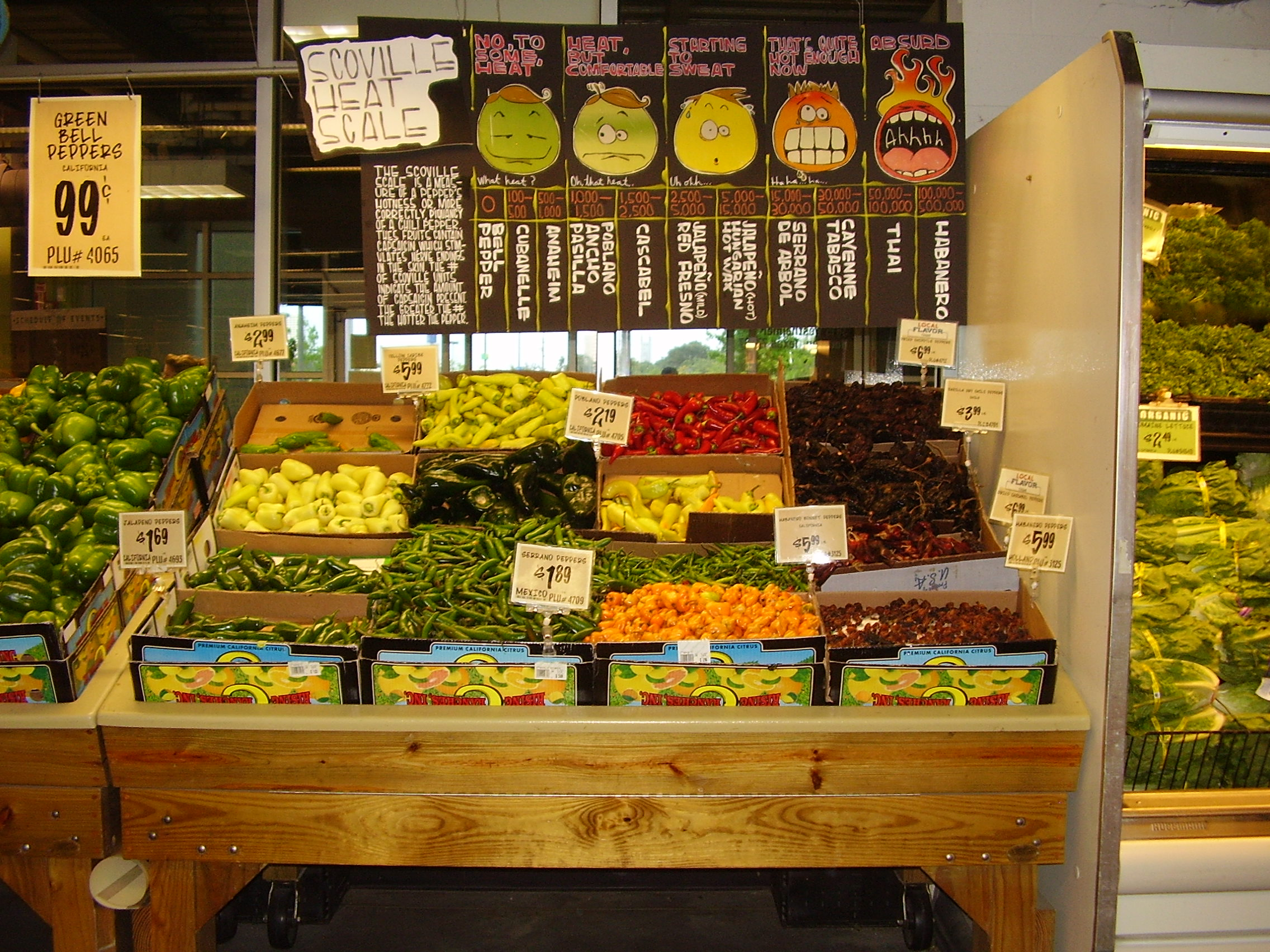
Стенд з перцем на Центральному ринку в Х'юстоні, штат Техас, на якому перці проранжовані за шкалою Сковілла

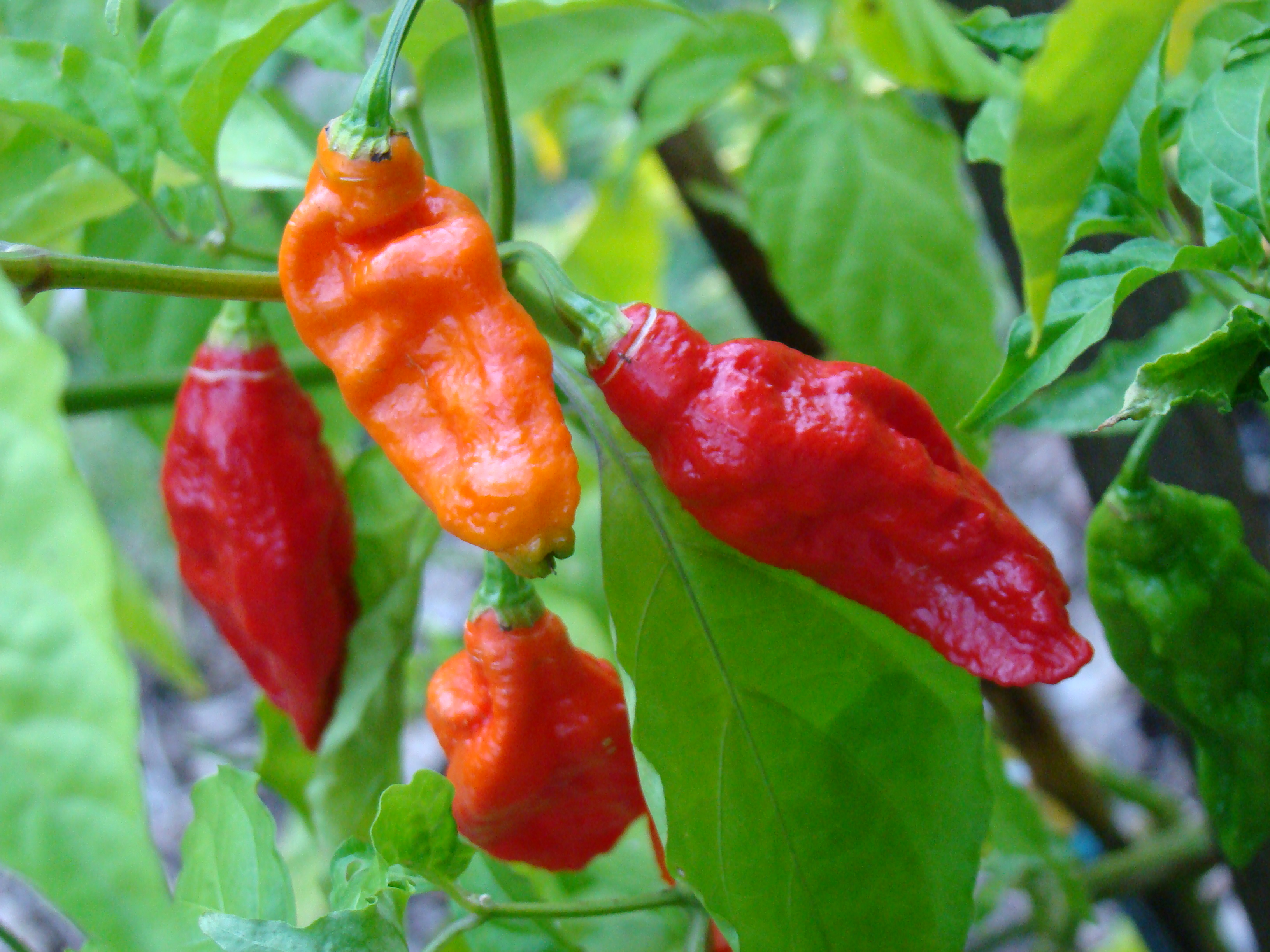
Перець-дух із Північно-Східної Індії вважається «дуже гострим» перцем, приблизно 1 мільйон SHU.

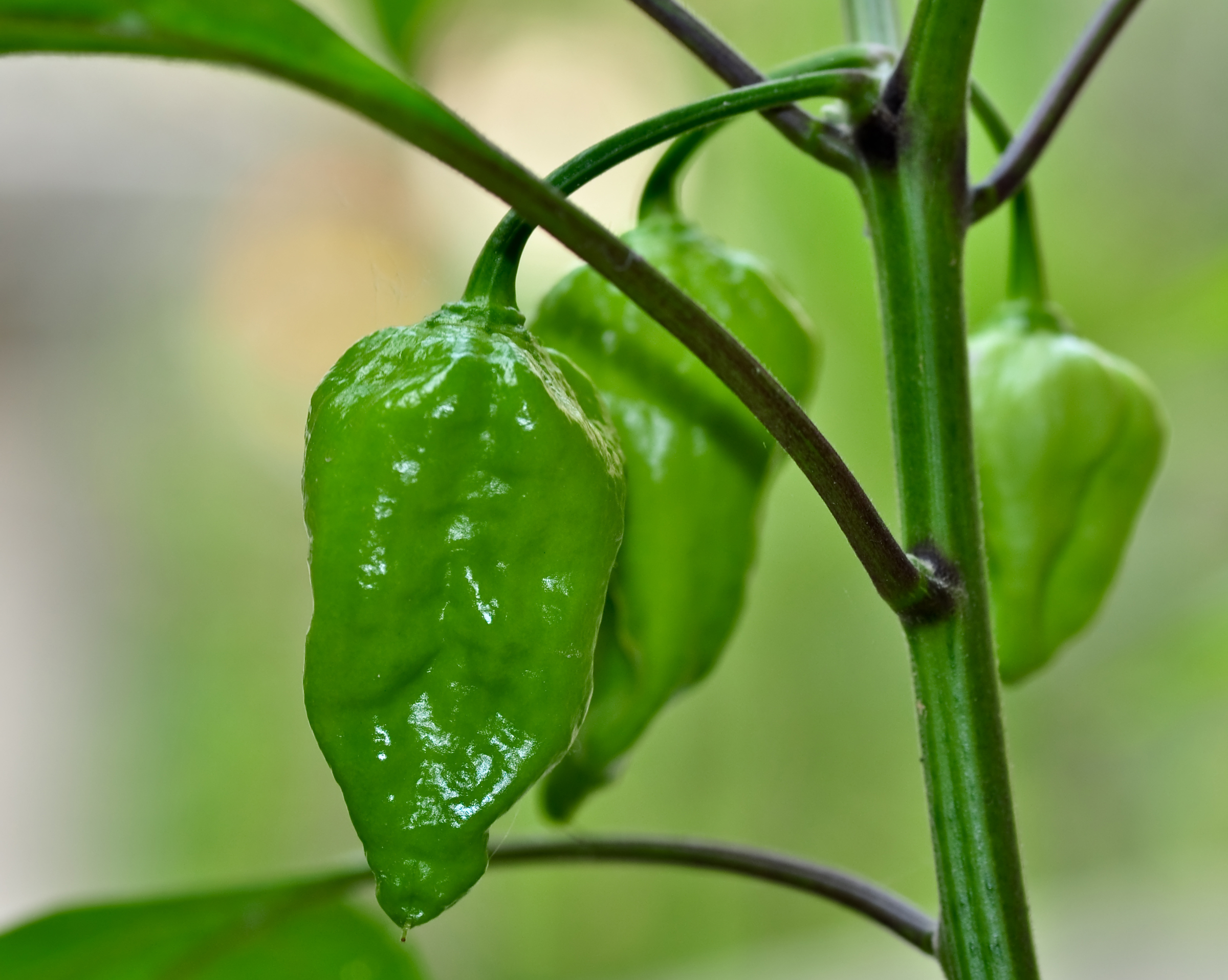
Перець нага-моріч гостротою близько 1 млн SHU в основному зустрічається в Бангладеш

Шкала Сковілла — це міра пекучості (гостроти) перцю в одиницях пекучості Сковілла (англ. Scoville Heat Units, SHU), на основі концентрації капсаїноїдів, серед яких переважаючим компонентом є капсаїцин. Шкала названа на честь її творця, американського фармацевта Вілбура Сковілла, чий метод визначення пекучості 1912 року відомий як органолептичний тест Сковілла. Органолептичний тест Сковілла є найбільш практичним методом оцінки SHU і є суб'єктивною оцінкою, отриманою на основі чутливості до капсаїноїдів людьми, які мають досвід вживання гострого перцю чилі.
Для аналітичного кількісного визначення вмісту капсаїноїдів може бути використаний альтернативний метод із використанням високоефективної рідинної хроматографії (ВЕРХ). Станом на 2011 рік суб'єктивний органолептичний тест був значною мірою замінений аналітичними методами, такими як ВЕРХ.

## Органолептичний тест Сковілла
В органолептичному тесті Сковілла точну масу сушеного перцю розчиняють у спирті для вилучення пекучих компонентів (капсаїноїдів), а потім розводять у розчині цукрової води. Групі з п'яти тренованих дегустаторів дають щоразу менші концентрації екстрагованих капсаїноїдів, поки більшість (принаймні троє) більше не відчуватиме пекучість розчину. Рівень пекучості базується на цьому розведенні, кратному 100 SHU.
Недоліком органолептичного тесту Сковілла є його неточність через людську суб'єктивність, що залежить від піднебіння дегустатора та кількості теплових рецепторів у роті, які дуже різняться у людей. Інший недолік — сенсорна втома; піднебіння швидко десенсибілізується до капсаїноїдів після дегустації кількох зразків протягом короткого періоду часу. Результати в різних лабораторіях сильно відрізняються (до ± 50 %).

## Одиниці гостроти

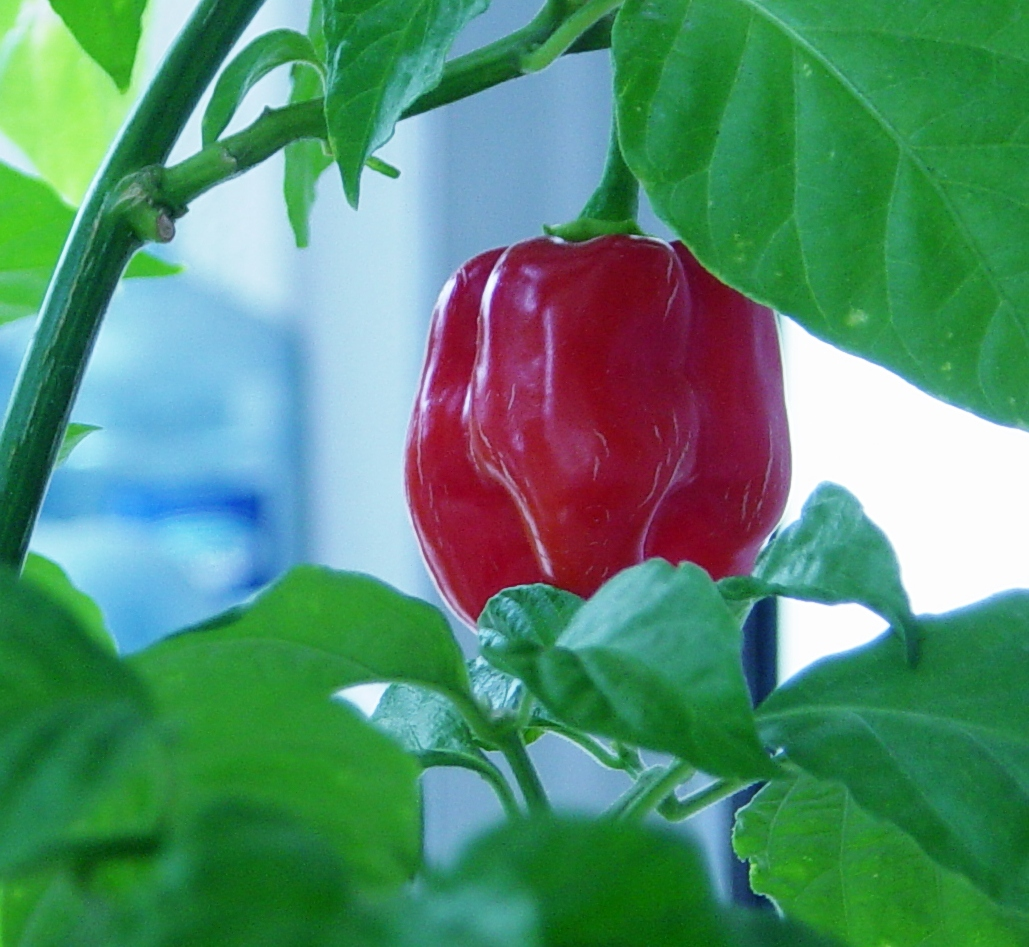
Гострий чилі сорту Red Savina

Починаючи з 1980-х років, пекучість спецій кількісно оцінювалася за допомогою високоефективної рідинної хроматографії (ВЕРХ), яка вимірює концентрацію капсаїноїдів, що виділяють тепло, як правило, беручи вміст капсаїцину за основний показник. Як зазначено в одному огляді: «найбільш надійним, швидким та ефективним методом ідентифікації та кількісної оцінки капсаїноїдів є ВЕРХ; результати якої можна перетворити на одиниці пекучості Сковілла, помноживши мільйонну частку на 16». Результати ВЕРХ дозволяють вимірювати здатність речовини капсаїцину виробляти відчутне тепло («гостроту»). Цей метод дає результати в «одиницях гостроти» Американської асоціації торгівлі спеціями, які визначаються як одна частина капсаїцину на мільйон частин маси сушеного перцю.

## Рейтинги Сковілла
| Одиниці пекучості Сковілла | Приклади                                                                                        |
| -------------------------- | ----------------------------------------------------------------------------------------------- |
| 1 500 000–3 000 000+       | Більшість перцевих аерозолів правоохоронних органів, Pepper X, Carolina Reaper, Dragon's Breath |
| 750 000–1 500 000          | Trinidad moruga scorpion, перець Naga Viper, Infinity chilli, перець-дух                        |
| 350 000—750 000            | Хабанеро Red Savina                                                                             |
| 100 000—350 000            | Хабанеро чилі, шотландський перець, перуанський білий хабанеро, Guyana Wiri Wiri                |
| 50 000—100 000             | Byadagi чилі, пташине око (він же тайський перець чилі), перець Малагета                        |
| 25 000–50 000              | Гунтур чилі, каєнський перець                                                                   |
| 10 000–25 000              | Перець Серрано, перець Алеппо, перець чилі Чхон'ян                                              |
| 2 500–10 000               | Еспелетський перець, перець халапеньйо, нью-мексиканські сорти перцю Анагайм                    |
| 1000–2500                  | перець Анахайм, перець Поблано                                                                  |
| 100–1000                   | Банановий перець, кубанель                                                                      |
| 0–100                      | Стручковий перець, пім'єнто, банановий перець                                                   |

### Капсаїноїди

Фармакофор капсаїцину

Клас сполук, що викликають гостроту в таких рослинах, як перець чилі, називають капсаїноїдами. Вони демонструють лінійну кореляцію між концентрацією та шкалою Сковілла і можуть змінюватися за вмістом під час дозрівання. Капсаїцин є основним капсаїноїдом в перцю чилі.
| Одиниці пекучості Сковілла | Хімічний                            | Пос           |
| -------------------------- | ----------------------------------- | ------------- |
| 16 000 000 000             | Резиніфератоксин                    | [ 29 ]        |
| 5 300 000 000              | Тіньятоксин                         | [ 30 ]        |
| 16 000 000                 | Капсаїцин                           | [ 31 ] [ 32 ] |
| 15 000 000                 | Дигідрокапсаїцин                    | [ 31 ]        |
| 9 200 000                  | Нонівамід                           | [ 31 ]        |
| 9 100 000                  | Нордигідрокапсаїцин                 | [ 31 ] [ 32 ] |
| 8 600 000                  | Гомокапсаїцин, гомодигідрокапсаїцин | [ 31 ]        |
| 160 000                    | Шогаол                              | [ 33 ]        |
| Від 100 000 до 200 000     | Піперин                             | [ 34 ]        |
| 60 000                     | Гінгерол                            | [ 33 ]        |
| 16 000                     | Капсіат                             |               |